# Zeria caffra
Zeria caffra är en spindeldjursart som först beskrevs av Pocock 1897.  Zeria caffra ingår i släktet Zeria och familjen Solpugidae. Inga underarter finns listade i Catalogue of Life.